# Ta Khmau
Ta Khmau is een stad in Cambodja en is de hoofdplaats van de provincie Kandal.
Ta Khmau telt ongeveer 49.000 inwoners. De stad ligt ongeveer 11 kilometer ten zuiden van Phnom Penh. 
Ongeveer 60% van de inwoners van Ta Khmau werkt in Phnom Penh. 